# Frazee
Frazee – miasto w Stanach Zjednoczonych, w stanie Minnesota, w hrabstwie Becker.